# クリスチャン・クレメンソン
クリスチャン・クレメンソン（Christian Dayton Clemenson、1958年3月17日 - ）は、アメリカ合衆国の俳優。
アイオワ州ハンボルト郡ハンボルト出身。ハーバード大学とイェール大学に学ぶ。
主にテレビドラマを中心に活躍、特に『ボストン・リーガル』のジェリー・エスペンソン役で知られ、プライムタイム・エミー賞に3回ノミネートされ、第58回プライムタイム・エミー賞（ドラマ部門）最優秀ゲスト男優賞を受賞した。

## 主な出演作品

### 映画
- ハンナとその姉妹 Hannah and Her Sisters (1986)
- 夜霧のマンハッタン Legal Eagles (1986)
- 心みだれて Heartburn (1986)
- ブラック・ウィドー Black Widow (1987)
- 新生人/Mr.アンドロイド Making Mr. Right (1987)
- 恋はお手あげ Surrender (1987)
- ブロードキャスト・ニュース Broadcast News (1987)
- メルトダウン Disaster at Silo 7 (1988) テレビ映画
- バッド・インフルエンス/悪影響 Bad Influence (1990)
- フィッシャー・キング The Fisher King (1991)
- 靴をなくした天使 Hero (1992)
- 運命の瞬間/そしてエイズは蔓延した And the Band Played On (1993) テレビ映画
- 弟はミュータント? Josh and S.A.M. (1993)
- アポロ13 Apollo 13 (1995)
- ビッグ・リボウスキ The Big Lebowski (1998)
- オールモスト・ヒーローズ/進め!アメリカ横断冒険野郎 Almost Heroes (1998)
- アルマゲドン Armageddon (1998)
- マイティ・ジョー Mighty Joe Young (1998)
- ライラ フレンチKISSをあなたと Lost & Found (1999)
- ユナイテッド93 United 93 (2006)
- J・エドガー J. Edgar (2011)
- NSFW 絶対消去 Not Safe for Work (2014)
- 夜に生きる Live by Night (2016)

### テレビドラマ
- 美女と野獣 Beauty and the Beast (1987)
- ファミリータイズ Family Ties (1988)
- キャピタル・ニュース Capital News (1990)
- ブリスコ・カウンティJr./秘球の伝説 The Adventures Of Brisco County Jr. (1993 - 1994)
- 新スーパーマン Lois & Clark: The New Adventures of Superman (1995)
- ヴェロニカ・マーズ Veronica Mars (2004 - 2005)
- ボストン・リーガル Boston Legal (2005 - 2008)
- THE MENTALIST メンタリストの捜査ファイル The Mentalist (2009)
- CSI:マイアミ CSI: Miami (2009 - 2012)
- ハリーズ・ロー 裏通り法律事務所 Harry's Law (2012)
- シェイムレス 俺たちに恥はない Shameless (2013)
- Legends (2014)
- アメリカン・クライム・ストーリー/O・J・シンプソン事件 The People v. O. J. Simpson: American Crime Story (2016)
- TURN: Washington's Spies (2014 - 2016)
- Colony (2017)